# Talara-teerputten
De Talara-teerputten zijn teerputten in Peru en de vindplaats van grote hoeveelheden fossielen van dieren uit het Pleistoceen. Het is te beschouwen als de Peruaanse tegenhanger van de teerputten van Rancho La Brea in Californië.

## Locatie
De Talara-teerputten bevinden zich in de regio Tumbes in het noordwesten van Peru.

## Ouderdom
De fossiele vondsten dateren uit het Laat-Pleistoceen met een ouderdom van 13.000 jaar.

## Geschiedenis
Gordon Edmund verzamelde meer dan 27.000 fossiele beenderen uit de Talara-teerputten in januari 1958. De fossielen werden ondergebracht in Vertebrate Paleontology-afdeling van het Royal Ontario Museum in Canada. Een nieuw veldonderzoek vond in 2018 plaats als een samenwerkingsverband tussen de Universidad Nacional de Piura en het BREAS Project-team.

## Fauna

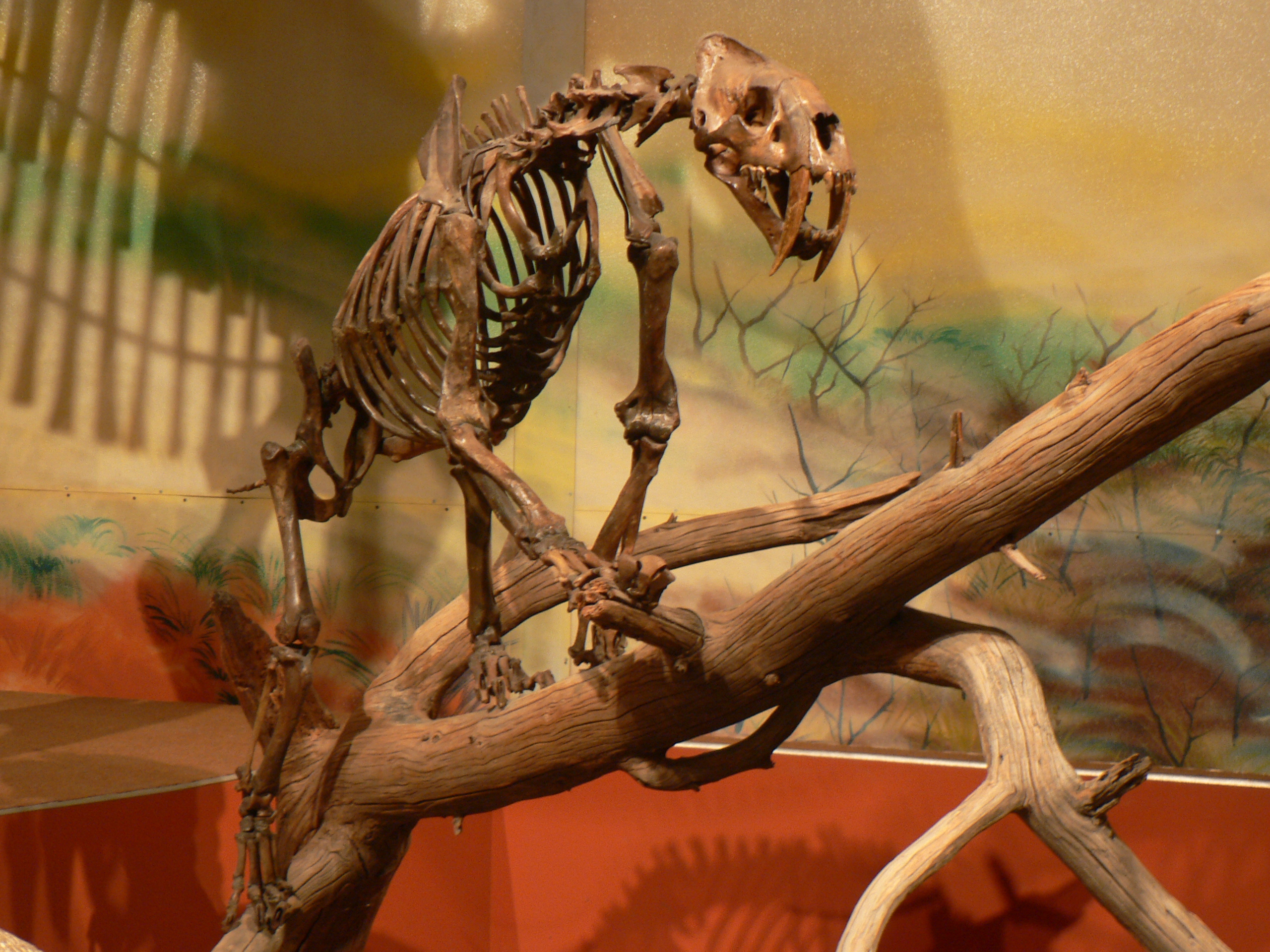
Skelet van Smilodon

Van de fossielen behoort 63.1% toe aan zoogdieren, 34.7% aan vogels en 2.1% aan reptielen. Daarnaast zijn er enkele fossielen van amfibieën.
Net als de teerputten van Rancho La Brea in Californië waren de Talara-teerputten met name een val voor roofdieren, die aangetrokken door kadavers vast kwamen te zitten in het asfalt. Van de 16.960 zoogdierfossielen vormen de roofdieren ongeveer 79%. Zeven soorten zijn bekend uit de Talara-teerputten: de hondachtigen Sechura-vos (Lycalopex sechurae) (101 fossielen) en reuzenwolf (Canis dirus) (51), de katachtigen Smilodon fatalis (20), jaguar (Panthera onca) (3), poema (Puma concolor) (3) en Leopardus sp. (2), en de skunk Conepatus talarae (7). Ook de Amerikaanse holenleeuw (Panthera atrox) werd aanvankelijk beschreven als een van de roofdieren van de Talara-teerputten, maar dit bleek foutief en het fossiel wordt nu toegeschreven aan een grote jaguar. Andere zoogdieren uit de Talara-teerputten zijn grondluiaards, grote gordeldieren, paarden, kamelen, herten en mastodonten.
Er zijn fossielen van meer dan tachtig soorten vogels gevonden. Tegenwoordig is de regio van de Talara-teerputten een zeer droog gebied, maar de aanwezigheid van vele soorten watervogels in het fossielenbestand wijzen er op dat het in het Pleistoceen een vochtiger gebied was. In de teerputten zijn fossielen van meerdere soorten condors en gieren gevonden, te weten de uitgestorven condors Geronogyps en Gymnogyps howardae, de Andescondor, koningsgier, zwarte gier en kalkoengier.